# Ici Montréal
Pour les articles homonymes, voir ici.
ici Montréal était un hebdomadaire culturel gratuit de Montréal, publié le jeudi de septembre 1997 à avril 2009.

## Histoire

### Origines
ici Montréal est fondé en 1997 par Communications Gratte-Ciel, qui publiait déjà un hebdomadaire anglophone, Montreal Mirror. L'objectif est de faire concurrence à l'hebdomadaire Voir, tout en mettant «le feu à la langue de bois». Cette toute première version du journal a pour rédacteur en chef Jean Barbe, qui avait occupé les mêmes fonctions au Voir des premières années. Ici se donne alors une image de journal alternatif, branché sur la diversité culturelle. Il comprend une rubrique Société étoffée et n'hésite pas à prendre le contre-pied des modes et des tendances, que ce soit dans les sujets traités ou dans leur traitement.
Dès la fin de l'année 1997, Jean Barbe cède sa place et c'est la journaliste Nora BenSaâdoune qui devient rédactrice en chef.

### Prise de contrôle par Québecor
En avril 1998, Communications Gratte-Ciel est vendu à Québecor. Le nouveau propriétaire cherche rapidement à imposer un modèle moins alternatif, plus rassembleur et plus rentable. Opposée à cette réorientation, Nora BenSaâdoune est licenciée le 26 novembre 1998. Québecor invoque le ton trop intello et les textes trop longs du journal, ainsi que son positionnement trop ethnique. Jugeant que la décision de Québecor reflète une remise en question totale de l'identité du journal, les cinq chefs de section (Mark Fortier, Saskia Ouaknine, Nicolas Calvé, Philippe Gajan et Sylvain Rompré) démissionnent, accompagnés par plusieurs pigistes (dont Stanley Péan et Karen Ricard).

### Valse des rédacteurs en chef
Le rédacteur en chef de l'hebdomadaire Échos-Vedettes, Jean-François Brassard, est nommé rédacteur en chef du Ici. Il est rapidement remplacé par la journaliste Anne-Marie Cadieux, qui insère des rubriques plus grand public («Horoscope») dans le journal. En 2000, elle est nommée à la direction du nouveau quotidien gratuit 24H et c'est le chef de pupitre Société, Yves Schaeffner, qui la remplace.
En 2003, le journal connaît un nouveau changement de direction éditoriale : Yves Schaeffner est licencié et remplacé par Pierre Thibeault, alors chef de pupitre de la section Littérature, théâtre, danse et arts visuels. La rubrique Société est abolie et le contenu recentré sur des sujets plus grand public afin d'augmenter les ventes de publicité.

### Disparition du journal
La fin de la publication de Ici Montréal, non rentable depuis longtemps, selon une porte-parole de Québecor, a été annoncée le 29 avril 2009, à la veille de la publication du dernier numéro. Ici Montréal employait une dizaine d'employés permanents ainsi que de 15 à 20 pigistes.
La marque Ici survit toutefois à l'arrêt de la publication en format papier, puisque plusieurs collaborateurs de l'hebdomadaire continuent à produire des textes pour ici Week-end, le cahier culturel hebdomadaire du quotidien gratuit 24H, et pour le site web Canoë.

## Collaborateurs
Un grand nombre de journalistes permanents et pigistes ont collaboré au journal Ici pendant ses presque douze ans d'existence. En voici une liste non exhaustive :

### Rédacteurs en chef
Dans l'ordre chronologique:
- Jean Barbe
- Nora BenSaâdoune
- Jean-François Brassard
- Anne-Marie Cadieux
- Yves Schaeffner
- Pierre Thibeault

### Journalistes
- Claude André
- Patrick Baillargeon
- Stéphane Batigne
- Nicolas Calvé
- Maxime Catellier
- Denis Côté
- Lyne Crevier
- Marco de Blois
- Michel Defoy
- Fabien Deglise
- Helen Faradji
- Mark Fortier
- Philippe Gajan
- Alain Gerbier
- Michael Hogan
- Osée Kamga
- Olivier Lalande
- Nicolas Langelier
- Michel Lapierre
- Gildas Meneu
- Saskia Ouaknine
- Esther Pilon
- Judith Pointejour
- Karen Ricard
- Juliette Ruer
- Valentin Tardi
- Jean-Philippe Gravel

### Chroniqueurs
- Vincent Collard
- Stanley Péan
- Jean Barbe
- Pierre Falardeau
- Nelly Arcan
- François Avard
- Marie-Louise Arsenault
- Sophie Durocher
- Nicolas Langelier
- Mado Lamothe
- Robert Lévesque
- Michel Vézina[8]